# Microsoft Office 2013
A Microsoft Office 2013 (kódnevén Office 15) a Microsoft Office irodai szoftvercsomag egyik verziója, amit a Microsoft fejleszt. Elődje a Microsoft Office 2010, utódja a Microsoft Office 2016. 32 bites és 64 bites változatokban is elérhető a Windows 7-hez, a Windows Server 2008 R2 rendszerekhez vagy az annál újabbakhoz. A Microsoft Office 2013 előretelepítve érkezik az RT rendszerekhez. Az alapvető támogatás 2018. április 10-én, a bővített támogatás 2023. április 11-én ér véget.
A fejlesztői változat 2010-ben indult és 2012. október 11-én fejeződött be.
2014. február 25-én megjelent a Microsoft Office 2013 Service Pack 1 (SP1).